# Tordesilos
Tordesilos es un municipio y localidad española de la provincia de Guadalajara, en la comunidad autónoma de Castilla-La Mancha. El término municipal tiene una población de 90 habitantes (INE 2024).

## Símbolos
El escudo heráldico y la bandera que representan al municipio fueron aprobados oficialmente el 30 de julio de 2004. El escudo se blasona de la siguiente manera:

En campo de oro un monte sinople, sumado de una torre de piedra de su color. Bordura de sinople cargada con ocho anillos de oro. Escudo timbrado con la Corona Real Española.
Diario Oficial de Castilla-La Mancha nº 106 de 27 de mayo de 2004

La descripción textual de la bandera es la siguiente:

Paño rectangular de proporción 2:3, de color blanco cruzado diagonalmente por una banda de color verde que va desde la parte superior del asta, hasta la parte inferior del batiente, de anchura 1/5 del total de la anchura del paño. Sobrepuesto al centro del paño el escudo municipal en sus colores.
Diario Oficial de Castilla-La Mancha nº 106 de 27 de mayo de 2004

## Geografía
Ubicación
La localidad está situada a una altitud de 1338 m sobre el nivel del mar.
| Noroeste: Tordellego | Norte: Setiles | Noreste: Ojos Negros  |
| Oeste: Adobes        |                | Este: Villar del Salz |
| Suroeste: Alustante  | Sur: Alustante | Sureste: Ródenas      |

## Historia
Hacia mediados del siglo XIX, el lugar tenía contabilizada una población de 369 habitantes. La localidad aparece descrita en el decimoquinto volumen del Diccionario geográfico-estadístico-histórico de España y sus posesiones de Ultramar de Pascual Madoz de la siguiente manera:

TORDESILOS: l. con ayunt. en la prov. de Guadalajara (28 leg.), part. jud. de Molina (6). aud. terr. de Madrid (38), c. g. de Castilla la Nueva, dióc. de Sigüenza (16): sit. en una llanura, ventilado principalmente de los vientos N. y O., y goza de clima sano sin que se conozcan enfermedades especiales: tiene 140 casas; la consistorial con cárcel; escuela de instruccion primaria frecuentada por 60 alumnos, dotada con 1,350 rs. de los fondos públicos; otra particular de niñas, á la que asisten 40 discípulas, 4 pozos de buenas aguas potables, de las que se surte el vecindario; una igl. parr. (La Asuncion de Ntra. Sra.) servida por un cura y un sacristan. térm.: confina con los de Setiles, Tordellego, Motos, Rodenas y Alustante; dentro de él se encuentran 3 pozos, 2 fuentes, y las ermitas de la Soledad, Sta. Bárbara y San Marcos: el terreno, llano en su mayor parte, es de buena calidad y de secano; comprende 2 montes poblados de encina, roble y chaparro con otros arbustos. prod.: trigo, cebada, centeno, avena, legumbres, leñas de combustible y buenos pastos con los que se mantiene ganado lanar, cabrio y vacuno; hay caza de perdices y liebres. ind.: la agrícola y la arrieria. pobl.: 107 vec., 369 alm. cap. prod.: 2.581,600 rs. ímp.: 154,900. contr.: 7,447.
(Madoz, 1849, p. 26)

## Demografía
Tordesilos cuenta con una población de 90 habitantes (INE 2024).
| Gráfica de evolución demográfica de Tordesilos entre 1842 y 2021                                                    |
| |
| Población de derecho según los censos de población del INE Población de hecho según los censos de población del INE |

## Fiestas
- San Marcos, el 25 de abril.
- El Bolo, 17 de mayo.
- San Antonio, el 13 de junio.
- El pimpollo, finales de junio
- Fiestas patronales en honor de Nuestra señora de la Asunción y de San Roque, los días 15 y 16 de agosto.
- Santa Bárbara, el 4 de diciembre.